# Ivan Yuen
Ivan Yuen Chee Wern (* 15. September 1990 in Penang) ist ein malaysischer Squashspieler.

## Karriere
Ivan Yuen ist seit 2007 auf der PSA World Tour aktiv und gewann bislang 15 Titel. Im Jahr 2009 erreichte er das Finale der Junioren-Weltmeisterschaft in Chennai. In diesem unterlag er Mohamed Elshorbagy jedoch deutlich mit 9:11, 10:12 und 2:11. Seine höchste Platzierung in der Weltrangliste erreichte er mit Rang 40 im März 2017. Bei den Asienspielen 2010 gewann er mit der malaysischen Nationalmannschaft die Silbermedaille, 2014 folgte eine weitere Silbermedaille. 2018 sicherte er sich mit der Mannschaft schließlich die Goldmedaille. Mit dieser nahm er zudem 2009 und 2019 an der Weltmeisterschaft teil. 2021 wurde er mit ihr Asienmeister. Bei den 2023 ausgetragenen Asienspielen 2022 in Hangzhou gewann er mit der Mannschaft die Bronzemedaille. Im Mixed schied er mit Rachel Arnold in der Gruppenphase aus. Von 2017 bis 2020 gewann er viermal in Folge die malaysische Landesmeisterschaft.

## Erfolge
- Asienmeister mit der Mannschaft: 2021
- Gewonnene PSA-Titel: 15
- Asienspiele: 1 × Gold (Mannschaft 2018), 2 × Silber (Mannschaft 2010 und 2014), 1 × Bronze (Mannschaft 2022)
- Malaysischer Meister: 4 Titel (2017–2020)